# Pseudothyridium folschveilleri
Pseudothyridium folschveilleri är en skalbaggsart som beskrevs av Soula 2002. Pseudothyridium folschveilleri ingår i släktet Pseudothyridium och familjen Rutelidae. Inga underarter finns listade i Catalogue of Life.